# Голодьки (Винницкая область)
Голо́дьки (укр. Голодьки) — село на Украине, находится в Хмельницком районе Винницкой области.
Код КОАТУУ — 0524881501. Население по переписи 2001 года составляет 952 человека. Почтовый индекс — 22064. Телефонный код — 4338.
Занимает площадь 2,06 км².
В селе действует храм Святителя Николая Чудотворца Хмельницкого благочиния Винницкой епархии Украинской православной церкви.

## Адрес местного совета
22064, Винницкая область, Хмельницкий р-н, с. Голодькы, ул. Ленина, 7а